# Vyasatirtha
Vyāsatīrtha (c. 1460 - c. 1539), también llamado Vyasaraja o Chandrikacharya, fue un filósofo, erudito y poeta hindú perteneciente a la orden Dvaita del Vedanta. Como santo patrón del Imperio Vijayanagara, Vyasatirtha estuvo a la vanguardia de una edad de oro en Dvaita que vio nuevos desarrollos en el pensamiento dialéctico, el crecimiento de la literatura Haridasa con bardos como Purandara Dasa y Kanaka Dasa y una expansión de Dvaita a través del subcontinente. Tres de sus obras doxográficas de temática polémica Nyayamruta, Tatparya Chandrika y Tarka Tandava (colectivamente denominadas Vyasa Traya) documentaron y criticaron una gama enciclopédica de subfilosofías en Advaita, Visistadvaita, Budismo Mahayana, Mimamsa y Nyaya, revelando contradicciones internas y falacias. Su Nyayamruta causó un gran revuelo en la comunidad Advaita en todo el país, lo que requirió una refutación por parte de Madhusudhana Saraswati a través de su texto, Advaitasiddhi.
Nacido en una familia brahmán como Yatiraja, Bramhanya Tirtha, el pontífice del matha en Abbur, asumió la tutela de Vyāsatīrtha y supervisó su educación. Estudió las seis escuelas ortodoxas del hinduismo en Kanchi y, posteriormente, la filosofía de Dvaita bajo Sripadaraja en Mulbagal, eventualmente sucediéndolo como pontífice. Se desempeñó como consejero espiritual de Saluva Narasimha Deva Raya en Chandragiri, aunque su asociación más notable fue con el rey Tuluva Krishna Deva Raya. Con el patrocinio real de este último, Vyasatirtha emprendió una expansión masiva de Dvaita en los círculos académicos, a través de sus tratados polémicos, así como en la vida de los laicos a través de canciones y poemas devocionales. En este sentido, ha escrito varias kirtanas bajo el seudónimo de Krishna, incluyendo la clásica Carnática canción Krishna Ni Begane Baaro. Políticamente, Vyasatirtha fue responsable del desarrollo de sistemas de riego en pueblos como Bettakonda y del establecimiento de varios templos de Vayu en las regiones recién conquistadas entre Bengaluru y Mysore. con el fin de sofocar cualquier rebelión y facilitar su integración en el Imperio.
Por su contribución a la escuela de pensamiento Dvaita, él, junto con Madhva y Jayatirtha, son considerados los tres grandes santos de Dvaita (munitraya). El erudito Surendranath Dasgupta señala: "La habilidad lógica y la profundidad del pensamiento dialéctico agudo que muestra Vyasa-tirtha es casi incomparable en todo el campo del pensamiento indio".

## En Chandragiri

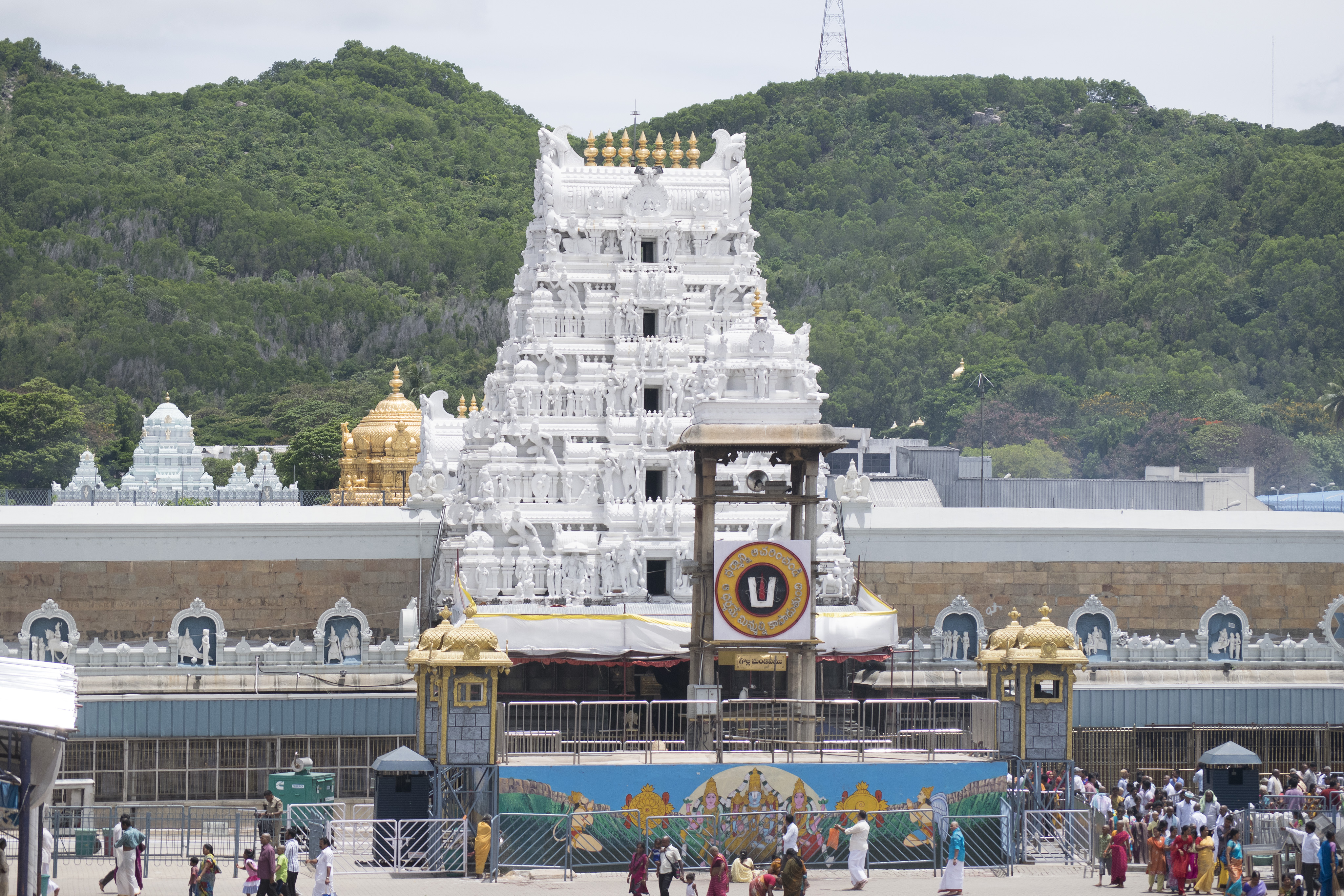
Vyasatirtha se desempeñó como sacerdote principal en el Templo Venkateswara, Tirumala.

## En Hampi

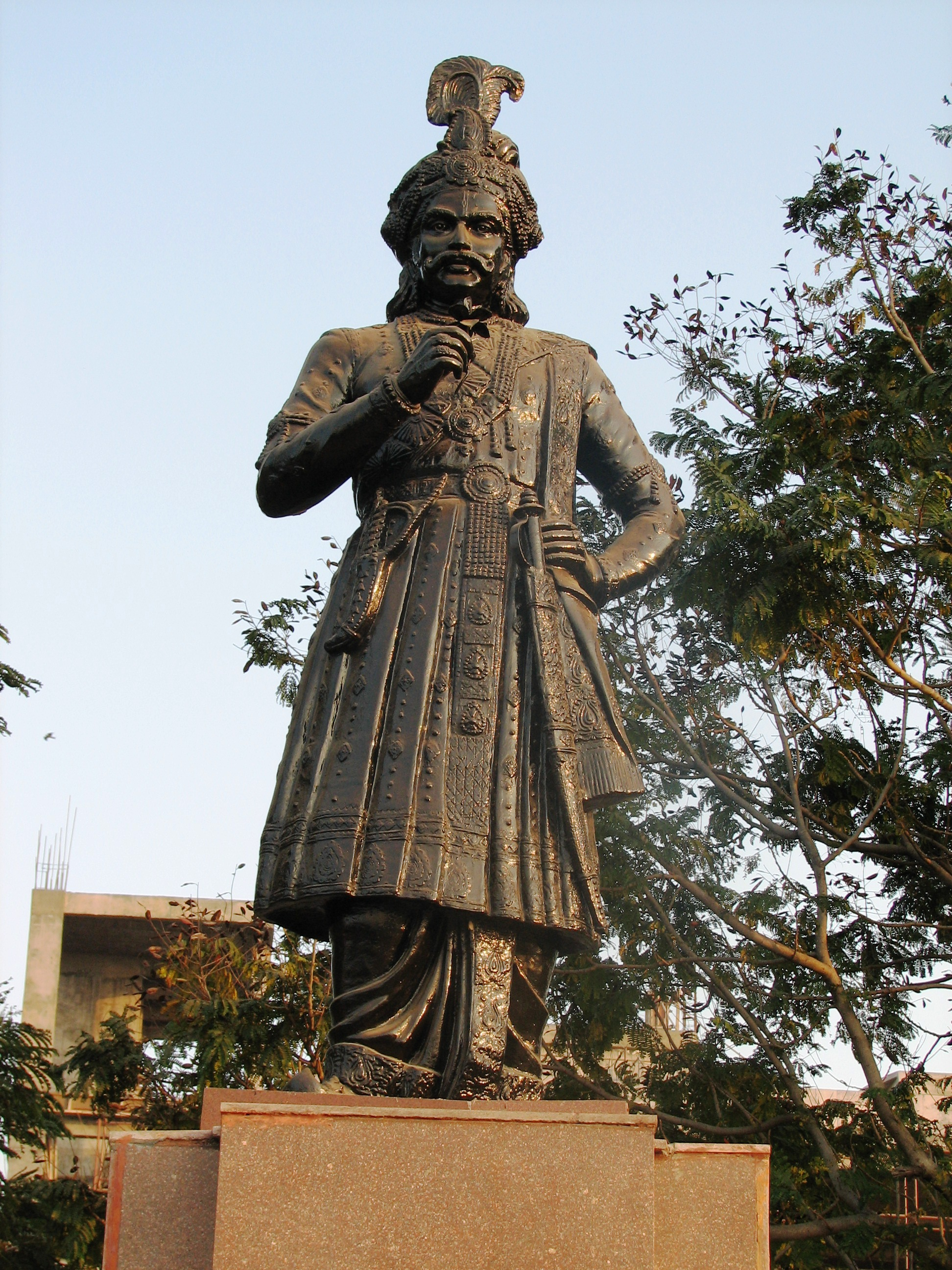
Vyasatirtha mantuvo relaciones cordiales con la realeza, especialmente con Krishnadevaraya, quien consideraba a Vyasatirtha como su guru.